# Hollow Knight
Hollow Knight is een Metroidvania action-adventure computerspel dat is ontwikkeld en gepubliceerd door de onafhankelijke Australische studio Team Cherry. In het spel bestuurt de speler ''The Knight'', een naamloze insectoïde krijger. The Knight verkent Hallownest, een gevallen koninkrijk dat wordt geteisterd door een bovennatuurlijke ziekte. Het spel speelt zich af op verschillende ondergrondse locaties en bevat vriendelijke en vijandige insectachtige personages en talloze eindbazen. Spelers hebben de mogelijkheid om nieuwe vaardigheden vrij te spelen als ze elke locatie verkennen, samen met stukjes verhaal en sfeertekst die verspreid zijn over het koninkrijk.
Het concept achter Hollow Knight werd oorspronkelijk bedacht in 2013 in de Ludum Dare game jam. Team Cherry wilde een door oudere platformers geïnspireerd spel maken dat de verkennende aspecten van zijn invloeden nabootst. Inspiratiebronnen voor het spel zijn Faxanadu, Metroid, Zelda II: The Adventure of Link en Mega Man X. De ontwikkeling werd gedeeltelijk gefinancierd via een Kickstarter-crowdfundingcampagne die eind 2014 meer dan A$57.000 opbracht. Het spel is op 24 februari 2017 uitgebracht voor Microsoft Windows, en later voor macOS en Linux in april 2017. Op 12 juni 2018 werd tijdens E3 in een Nintendo Direct aangekondigd dat het spel later diezelfde dag zou verschijnen op de Nintendo Switch. Op 25 september 2018 kwam het spel ook uit voor de PlayStation 4 en Xbox One. Na de release ondersteunde Team Cherry het spel met vier uitbreidingen.
Hollow Knight kreeg veel bijval van critici, die de nadruk legden op de worldbuilding, muziek, karakterontwerp en de gevecht systemen van het spel, met de nadruk op het uitgebreide verhaal. In december 2020 waren er 3 miljoen exemplaren van het spel verkocht. Een vervolg, Hollow Knight: Silksong, is momenteel in ontwikkeling.

## Gameplay
Hollow Knight is een 2D side-scrolling Metroidvania Soulslike-spel dat zich afspeelt in Hallownest, een fictief ondergronds koninkrijk. De speler bestuurt een insectachtige, stille, naamloze ridder terwijl hij de ondergrondse wereld verkent. The Knight hanteert een nail, een soort zwaard, dat zowel in gevechten als in interactie met de omgeving wordt gebruikt.
In de meeste gebieden van het spel komen spelers vijandige bugs en andere wezens tegen. Melee-gevechten omvat het gebruik van de nail om vijanden van korte afstand te raken. De speler kan ook spreuken leren, waardoor aanvallen op grote afstand mogelijk zijn. Verslagen vijanden laten valuta vallen genaamd ''Geo''. The Knight begint met een beperkt aantal levenspunten, die worden voorgesteld door maskers. "Mask Shards" kunnen gedurende het spel worden verzameld om het maximale aantal maskers van de speler te verhogen. Wanneer The Knight schade oploopt van een vijand of uit de omgeving, wordt een masker verkleind. Door vijanden te slaan, wint The Knight ''soul'', die wordt opgeslagen in de ''Soul Vessel''. Als alle maskers verloren gaan, sterft The Knight en verschijnt er een schaduwvijand op de plaats waar hij is gestorven. De speler verliest alle Geo en kan een verminderde hoeveelheid soul vasthouden. Spelers moeten de Schaduwvijand verslaan om de verloren valuta terug te krijgen en de normale hoeveelheid soul te kunnen dragen. Het spel gaat verder vanaf de laatst bezochte bank waarop ze zaten, die verspreid zijn over de spelwereld en fungeren als opslagpunten. Aanvankelijk kan de speler alleen soul gebruiken om "focus" en maskers te regenereren, maar naarmate het spel vordert, ontgrendelen spelers verschillende offensieve spreuken die soul verbruiken. Extra kleinere ''Soul Vessels'', die worden gebruikt om meer soul te bewaren, kunnen gedurende het spel worden verkregen.
Veel gebieden bevatten meer uitdagende vijanden en bazen die de speler moet verslaan om verder te komen. Het verslaan van sommige bazen geeft de speler toegang tot nieuwe vaardigheden. Later in het spel krijgen spelers de ''Dream Nail'', een speciaal zwaard dat toegang heeft tot de geesten van de wezens van Hallownest. Het stelt de speler ook in staat om uitdagende versies van enkele bazen te verslaan en het zegel van de eindbaas te verbreken. Als de speler de eindbaas van het spel verslaat, krijgt hij toegang tot een speltype genaamd "Steel Soul". In deze modus is sterven permanent, en als The Knight al zijn maskers verliest, wordt de save-slot gereset.
Tijdens het spel komt de speler insect-gethematiseerde non-player characters (NPC's) tegen met wie hij kan communiceren. Deze personages geven informatie over de plot van het spel, bieden hulp en verkopen voorwerpen of diensten. De speler kan de nail van The Knight upgraden om meer schade toe te brengen of ''Soul Vessels'' vinden om meer soul te dragen. In de loop van het spel verwerven spelers voorwerpen die nieuwe bewegingsmogelijkheden bieden, waaronder een extra sprong in de lucht (''Monarch Wings''), vastkleven aan muren en eraf springen (''Mantis Claw'') en een snelle dash (''Mothwing Cloak''). De speler kan andere gevechtsvaardigheden leren, bekend als ''Nail Arts'', en de eerder genoemde spreuken. Om The Knight verder aan te passen, kunnen spelers verschillende charms (amulet) uitrusten, die kunnen worden gevonden of gekocht van NPC's. Enkele van hun effecten zijn verbeterde gevechtsvaardigheden of vaardigheden, het verlenen van meer maskers zonder regeneratie, grotere mobiliteit, gemakkelijker verzamelen van Geo of soul, en andere transformaties aan The Knight. Het uitrusten van een charm neemt een bepaald aantal beperkte slots, ''notches'' genaamd, in beslag.
Hallownest bestaat uit verschillende grote, onderling verbonden gebieden met unieke thema's. Met zijn niet-lineaire gameplay ontwerp, bindt Hollow Knight de speler niet aan één pad door het spel en vereist ook niet dat hij de hele wereld verkent, hoewel er obstakels zijn die de toegang van de speler tot verschillende gebieden beperken. De speler moet misschien vooruitgang boeken in het verhaal van het spel, of een specifieke bewegingsvaardigheid, vaardigheid of voorwerp verwerven om verder te komen. Om snel door de wereld van het spel te reizen, kan de speler ''Stag Stations'' gebruiken, terminals die verbonden zijn met een netwerk van tunnels; spelers kunnen alleen naar eerder bezochte en ontgrendelde stations reizen. Andere snelle reismethoden, zoals trams, liften en de "Dreamgate", komen later in het spel aan bod.
Als de speler een nieuw gebied betreedt, hebben ze geen toegang tot de kaart van hun omgeving. Ze moeten Cornifer, de cartograaf, vinden om een ruwe kaart te kopen. Naarmate de speler een gebied verkent, wordt de kaart nauwkeuriger en vollediger, hoewel deze alleen wordt bijgewerkt als hij op een bankje zit. De speler moet specifieke voorwerpen kopen om kaarten te voltooien, points of interests te zien en markeringen te plaatsen. De positie van The Knight op de kaart kan alleen worden gezien als de speler een specifieke charm draagt.

## Verhaal
Aan het begin van het spel komt The Knight aan in Dirtmouth, een rustig dorpje dat net boven de overblijfselen van het koninkrijk Hallownest ligt. Terwijl The Knight door de ruïnes wandelt, komt die te weten dat Hallownest ooit een bloeiend koninkrijk was dat in verval raakte nadat het werd overspoeld door "de Infectie", een bovennatuurlijke ziekte die de burgers van het koninkrijk tot waanzin en ondood dreef. De heerser van Hallownest, de Pale King, probeerde de Infectie op te sluiten in de Temple of the Black Egg. De Infectie slaagde er toch in te ontsnappen en Hallownest raakte in verval. De missie van The Knight is het vinden en doden van de drie ''Dreamers'' die als levende zegels op de tempeldeur fungeren, zodat The Knight de bron van de infectie kan confronteren. Deze zoektocht brengt The Knight in conflict met Hornet, een krijger die hun gevechtskwaliteiten op de proef stelt in verschillende gevechten.
Via dialogen met npc's en omgevingsbeelden krijgt The Knight inzicht in de oorsprong van de infectie. In oude tijden aanbaden veel van de wezens van Hallownest de Radiance, een oeroud, motachtig wezen dat de gedachten van andere insecten kon beheersen. De Pale King arriveerde in Hallownest en gebruikte zijn macht om de wezens van het rijk intelligentie te geven. De bewuste insecten van Hallownest vereerden en aanbaden de Pale King, waardoor de kracht van de Radiance werd afgevoerd toen hij in de vergetelheid raakte. Onder het oog van de Pale King, ging de verering van de Radiance in het geheim door, waardoor het in leven bleef in de ''Dream Realm''.
Hallownest floreerde totdat de Radiance begon te verschijnen in de dromen van de personages en hun geest vergiftigde met de infectie. In een poging om de dreiging in te dammen, gebruikte de Pale King een oude kracht genaamd ''Void'' om de ''Vessels'' te creëren; wezens die de Infectie in hun eigen lichaam konden vangen. De meeste ''vessels'' konden de infectie niet goed indammen en werden daarom achtergelaten in de afgrond onder Hallownest. Een paar vessels zijn aan de afgrond ontsnapt, waaronder The Knight. Uiteindelijk koos de Pale King het meest geschikte vessel, de "Hollow Knight", en gebruikte het om zowel de infectie als de Radiance in te dammen. De Hollow Knight werd verzegeld in de Temple of the Black Egg, maar de Radiance bleef in de vessel, verzwakte de verzegeling van de tempel en veroorzaakte een heropleving van de Infectie.
De Knight verslaat geleidelijk de Dreamers en hun beschermers, waardoor de verzegelingen worden verwijderd en de Hollow Knight toegang krijgt tot de tempel. Afhankelijk van de acties van de speler kunnen vervolgens meerdere eindes worden bereikt. Deze eindes omvatten het verslaan van de geïnfecteerde Hollow Knight en zijn plaats innemen met de Radiance, het verslaan van de Hollow Knight met de hulp van Hornet, of het gebruik van het item ''Void Heart'' om de ''Lord of Shades'' te worden, waardoor de Radiance direct kan worden bevochten en verslagen in de Dream Realm.

### The Grimm Troupe-uitbreiding
In de tweede uitbreiding van Hollow Knight steekt The Knight een "Nightmare Lantern" aan die verborgen ligt in de Howling Cliffs nadat hij de Dream Nail heeft gebruikt op een gemaskerd insect. De lantaarn roept een mysterieuze groep circusartiesten naar Dirtmouth, die zich bekendmaken als ''The Grimm Troupe''. Hun leider, Troupe Master Grimm, geeft The Knight een opdracht om overal in Hallownest magische vlammen te verzamelen om deel te nemen aan een "verdraaid ritueel". Hij geeft de speler het Grimmchild, dat de vlammen in zich opneemt, waardoor het ritueel vordert en het Grimmchild de vijanden van The Knight kan aanvallen. Uiteindelijk moet The Knight kiezen om het ritueel te voltooien door Grimm en zijn krachtige Nightmare King-vorm te bestrijden, of om het ritueel te voorkomen met de hulp van Brumm, een verraderlijk lid van de groep.

### Godmaster-uitbreiding
Meer inhoud werd toegevoegd aan Hollow Knight met de vierde en laatste uitbreiding, Godmaster, waarin The Knight het kan opnemen tegen hardere versies van alle bazen in het spel door middel van een reeks uitdagingen. De belangrijkste hub van de uitbreiding staat bekend als Godhome, en is toegankelijk door de Dream Nail te gebruiken op een nieuwe NPC genaamd de Godseeker. In Godhome zijn vijf "pantheons", elk een "boss rush", met een reeks bazen die allemaal achtereenvolgens verslagen moeten worden zonder dood te gaan. Het laatste pantheon, het ''Pantheon of Hallownest'', bevat elke eindbaas in het spel of alternatieve vormen van originele eindbazen. Als The Knight het ''Pantheon of Hallownest'' voltooit, verschijnt de Absolute Radiance, een krachtigere versie van de Radiance, als nieuwe eindbaas. Na het verslaan ervan kunnen twee unieke eindes worden bereikt, die elk de vernietiging van Godhome door een krachtig void-wezen inhouden.

## Ontwikkeling
Het idee dat leidde tot de creatie van Hollow Knight ontstond in een game jam, Ludum Dare 2013, waarin twee van de ontwikkelaars van het spel, Ari Gibson en William Pellen, een spel ontwikkelden met de naam Hungry Knight, waarin het personage dat later The Knight zou worden insecten doodt om niet te verhongeren. Het spel, beschouwd als "niet erg goed", had vroeger een waardering van 1/5 sterren op Newgrounds, maar is sindsdien gestegen tot 4/5. De ontwikkelaars besloten te werken aan een andere game jam met het thema "Beneath the Surface", maar misten de deadline. Het concept gaf hen echter het idee om een spel te maken met een ondergrondse setting, een "diep, oud koninkrijk", en insect personages.
Invloeden voor het spel omvatten Faxanadu, Metroid, Zelda II, en Mega Man X. Team Cherry merkte op dat Hallownest in sommige opzichten het omgekeerde was van de wereldboom setting in Faxanadu. Het team merkte ook op dat ze het gevoel van verwondering en ontdekking van spellen uit hun jeugd wilden nabootsen in dergelijke spellen, waarin "er elk gek geheim of raar wezen kon zijn."
In de overtuiging dat de controle over het personage het belangrijkst was voor het plezier van de speler in het spel, baseerden de ontwikkelaars de bewegingen van The Knight op Mega Man X. Ze gaven het personage geen versnelling bij horizontale bewegingen, evenals een grote mate van luchtcontrole en de mogelijkheid om de sprong te onderbreken met een dash. Dit was bedoeld om de speler het gevoel te geven dat elke klap die hij kreeg tot de laatste seconde vermeden kon worden.
Voor de kunst van het spel werden Gibsons handgetekende schetsen rechtstreeks in de game-engine gescand, waardoor een "levendig gevoel van plaats" ontstond. De ontwikkelaars besloten het "simpel te houden" om te voorkomen dat de ontwikkelingstijd extreem lang zou worden. De complexiteit van de wereld was gebaseerd op Metroid, dat spelers in staat stelt gedesoriënteerd en verdwaald te raken, waarbij de nadruk ligt op het plezier om de weg te vinden. Overal in de wereld zijn slechts elementaire tekens geplaatst om spelers naar belangrijke locaties te leiden. De grootste ontwerpuitdaging voor het spel was het maken van het 'kaartensysteem' en het vinden van een balans tussen het niet prijsgeven van de geheimen van de wereld en tegelijkertijd niet te speler-onvriendelijk zijn.
Hollow Knight werd in november 2014 op Kickstarter onthuld en zocht een "bescheiden" bedrag van A$35.000. Het spel haalde dit doel en haalde meer dan A$57.000 op bij 2.158 backers, waardoor de omvang kon worden uitgebreid en een andere ontwikkelaar kon worden aangenomen - technisch directeur David Kazi- evenals componist Christopher Larkin. Het spel bereikte in september 2015 een bèta-status en bleef talrijke stretch goals behalen om meer inhoud toe te voegen na een engine switch van Stencyl naar Unity.

### Release
Hollow Knight werd officieel uitgebracht voor Windows op 24 februari 2017, met versies voor macOS en Linux die op 11 april van hetzelfde jaar werden uitgebracht.
De Nintendo Switch-versie van Hollow Knight werd in januari 2017 aangekondigd en op 12 juni 2018 uitgebracht. Team Cherry was oorspronkelijk van plan om hun spel beschikbaar te maken op de Wii U. De ontwikkeling van de Wii U-versie begon in 2016, naast de pc-versie, en het verschoof uiteindelijk naar Switch. De makers van Hollow Knight werkten samen met een andere Australische ontwikkelaar, Shark Jump Studios, om het portproces te versnellen. Aanvankelijk plande Team Cherry dat de Switch-versie niet al te lang na de lancering van het platform zou komen; vervolgens stelden ze het uit naar begin 2018. Een releasedatum werd pas aangekondigd tijdens de Nintendo Direct-presentatie op de E3 2018 op 12 juni 2018, toen werd onthuld dat het spel later die dag beschikbaar zou zijn via de Nintendo eShop.
Versies voor PlayStation 4 en Xbox One werden uitgebracht als Hollow Knight: Voidheart Edition op 25 september 2018.
Een officieel Hollow Knight Piano Collections bladmuziekboek en album werd in 2019 uitgebracht door videogamemuzieklabel Materia Collective, gearrangeerd door David Peacock en uitgevoerd door Augustine Mayuga Gonzales.

### Downloadbare inhoud
Op 3 augustus 2017 werd de DLC "Hidden Dreams" uitgebracht, met twee nieuwe optionele bazen, twee nieuwe nummers in de soundtrack, een nieuw 'snel reizen' systeem, en een nieuw Stag Station om te ontdekken. Op 26 oktober 2017 werd de tweede DLC "The Grimm Troupe" uitgebracht, die nieuwe grote quests, nieuwe baasgevechten, nieuwe charmes, nieuwe vijanden en andere content toevoegde. De update voegde ook ondersteuning voor Russische, Portugese en Japanse talen toe. Op 20 april 2018 werd de "Lifeblood" update uitgebracht, die verschillende optimalisaties, veranderingen aan het kleurenpalet, bugfixes, kleine toevoegingen en een nieuw eindbaasgevecht bracht. Op 23 augustus 2018 verscheen de laatste DLC, "Godmaster", met nieuwe personages, baasgevechten, muziek, een nieuwe spelmodus en twee nieuwe eindes. Het werd hernoemd van zijn vroegere titel van "Gods and Glory" als gevolg van handelsmerk zorgen.

## Ontvangst
| Recensiescore       | Recensiescore                                  |
| Recensieverzamelaar | Score                                          |
| ------------------- | ---------------------------------------------- |
| Metacritic          | PC: 87/100 NS: 90/100 PS4: 85/100 XONE: 89/100 |
| Publicist           | Score                                          |
| Destructoid         | 10/10                                          |
| Eurogamer           | Recommended                                    |
| Gamer.nl            | 9,5/10                                         |
| GameSpot            | 9/10                                           |
| IGN                 | 9,4/10                                         |
| Nintendo Life       | 10/10                                          |
| PC Gamer (VS)       | 92/100                                         |

De PC- en PlayStation 4-versies van Hollow Knight kregen "over het algemeen gunstige" recensies en de Nintendo Switch-versie kreeg "universele bijval", volgens recensieaggregatorwebsite Metacritic. Jed Whitaker van Destructoid prees het als een "meesterwerk van gaming" en bij PC Gamer noemde Tom Marks het een "nieuwe klassieker". IGN prees Hollow Knight's visuals, geluid, muziek en "een miljoen andere details" in het opbouwen van sfeer.
Critici erkenden het gevechtssysteem als eenvoudig en genuanceerd; ze prezen de reactiesnelheid, of "strakheid", net als het bewegingssysteem. Op IGN verklaarde Marks: "De combat in Hollow Knight is relatief rechttoe rechtaan, maar begint lastig (...). Het beloont geduld en vaardigheid massaal". In zijn review op PC Gamer prees Marks het "briljante" charmesysteem: "Wat zo indrukwekkend is aan deze charms is dat ik nooit een 'juist' antwoord kon vinden bij het uitrusten ervan. Er waren geen verkeerde keuzes." Adam Abou-Nasr van NintendoWorldReport verklaarde: "Charms bieden een enorme verscheidenheid aan upgrades (...) het verwijderen ervan voelde als het ruilen van een deel van mezelf voor een betere kans op een aankomend gevecht."
De moeilijkheidsgraad van Hollow Knight kreeg aandacht van recensenten en werd omschreven als uitdagend; Vikki Blake van Eurogamer noemde het spel "meedogenloos moeilijk, zelfs af en toe oneerlijk". Voor Nintendo World Report's Adam Abou-Nasr leek het ook oneerlijk - hij had het ''zo frustrerend moeilijk dat ik dit spel niet kan aanbevelen' boos in zijn aantekeningen gekrabbeld"-maar "het klikte uiteindelijk". Whitaker "vond geen enkele eindbaas oneerlijk". Destructoid en Nintendo World Report recensenten voelden een gevoel van voldoening na moeilijke gevechten. Critici maakten ook vergelijkingen met de Dark Souls-serie, waarbij ze wezen op de mechaniek van het verliezen van valuta bij de dood en het moeten verslaan van een Shade om het terug te krijgen. Destructoid prees deze functie, evenals het ingedrukt houden van een knop om te genezen, omdat "ze een paar problemen omzeilen die games altijd hebben gehad, namelijk een passende straf voor falen en een risico-beloningssysteem".

### Verkoop
Hollow Knight had tegen november 2017 meer dan 500.000 exemplaren verkocht en overtrof op 11 juni 2018 de 1.000.000 verkopen op PC-platforms, een dag voor de release op Nintendo Switch, waar het in de twee weken na de lancering meer dan 250.000 exemplaren had verkocht. In juli 2018 had het meer dan 1.250.000 exemplaren verkocht. In februari 2019 had Hollow Knight meer dan 2.800.000 exemplaren verkocht.

### Prijzen
Het spel was genomineerd voor "Best PC Game" in Destructoid's Game of the Year Awards 2017, en voor "Best Platformer" in IGN's Best of 2017 Awards. Het won de prijs voor "Best Platformer" in PC Gamer's 2017 Game of the Year Awards. Polygon noemde het spel later een van de beste van het decennium.
| Jaar | Prijs                                                 | Categorie                             | Resultaat   | Bron          |
| ---- | ----------------------------------------------------- | ------------------------------------- | ----------- | ------------- |
| 2017 | SXSW Gamer's Voice Awards 2017                        | Gamer's Voice (Single Player)         | Genomineerd | [ 49 ]        |
| 2017 | The Game Awards 2017                                  | Best Debut Indie Game                 | Genomineerd | [ 50 ]        |
| 2017 | Australian Screen Sound Guild 2017                    | Best Sound For Interactive Media      | Gewonnen    | [ 51 ]        |
| 2018 | Game Developers Choice Awards                         | Best Debut (Team Cherry)              | Genomineerd | [ 52 ] [ 53 ] |
| 2018 | 14th British Academy Games Awards                     | Debut Game                            | Genomineerd | [ 54 ] [ 55 ] |
| 2018 | Golden Joystick Awards                                | Nintendo Game of the Year             | Genomineerd | [ 56 ] [ 57 ] |
| 2018 | Australian Games Awards                               | Independent Game of the Year          | Gewonnen    | [ 58 ]        |
| 2018 | Australian Games Awards                               | Australian Developed Game of the Year | Gewonnen    | [ 58 ]        |
| 2019 | National Academy of Video Game Trade Reviewers Awards | Art Direction, Fantasy                | Genomineerd | [ 59 ] [ 60 ] |
| 2019 | National Academy of Video Game Trade Reviewers Awards | Character Design                      | Gewonnen    | [ 59 ] [ 60 ] |
| 2019 | National Academy of Video Game Trade Reviewers Awards | Design, New IP                        | Genomineerd | [ 59 ] [ 60 ] |
| 2019 | National Academy of Video Game Trade Reviewers Awards | Game, Original Action                 | Genomineerd | [ 59 ] [ 60 ] |

## Vervolg
Een vervolg op Hollow Knight getiteld Hollow Knight: Silksong, is vanaf februari 2019 in ontwikkeling door Team Cherry, en zal uitkomen op Windows, Mac, Linux, Nintendo Switch, Playstation 4, Playstation 5, Xbox One en Xbox Series X/S. Het vervolg zal draaien om het personage Hornet dat het koninkrijk Pharloom verkent. Gamedemo's van Hollow Knight: Silksong tonen vergelijkbare vechtstijlen als het originele spel, maar met verschillende gameplayverschillen. Het spelerspersonage Hornet is mobieler dan de Knight, en gebruikt gereedschappen in plaats van Charms. De game werd aangekondigd in februari 2019, maar heeft nog geen releasedatum gekregen. Team Cherry had dit spel eerder gepland als een stuk downloadbare content voor haar voorganger, maar besloot het als individuele titel op de markt te brengen omdat de inhoud te groot werd.